# Victor Dubreuil
Hallo gnnfnn kkfbhjmb nkhbhj hjk,ghuu jiohhmlizm ujjhjkgfzkm 
1. ↑  Apple (Deutschland). Abgerufen am 22. April 2025 (deutsch).